# Porotrzęsak szarawy

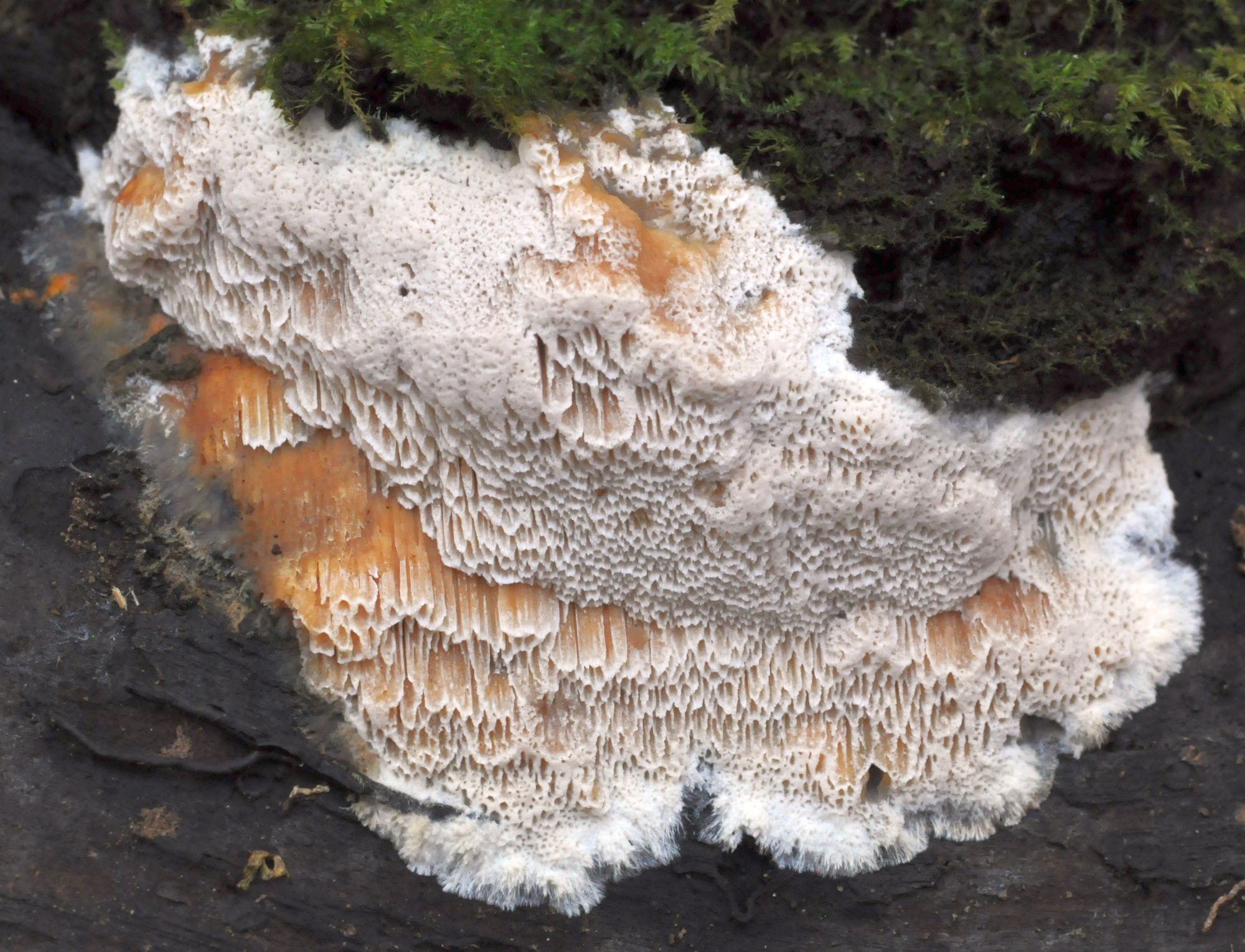

Porotrzęsak szarawy (Elmerina caryae (Schwein.) D.A. Reid) – gatunek grzybów z rodziny uszakowatych (Auriculariaceae).

## Systematyka i nazewnictwo
Pozycja w klasyfikacji według Index Fungorum: Elmerina, Auriculariaceae, Auriculariales, Auriculariomycetidae, Agaricomycetes, Agaricomycotina, Basidiomycota, Fungi.
Po raz pierwszy opisał go w 1832 r. Lewis David von Schweinitz, nadając mu nazwę Polyporus caryae. W 1992 r. Derek Agutter Reid przeniósł go do rodzaju Elmerina. Ma około 20 synonimów. Niektóre z nich:
- Aporpium caryae (Schwein.) Teixeira & D.P. Rogers 1955
- Poria cordylines G. Cunn. 1947
- Poria fendzleri (Berk. & M.A. Curtis) J. Lowe, 1947
- Protomerulius caryae (Schwein.) Ryvarden 1991
- Tyromyces resinascens f. macroporus Komarova 1959

Nazwę polską zarekomendował w 1977 r. Władysław Wojewoda w 1983 r. dla synonimu Protomerulius caryae. Jest niespójna z aktualną nazwą naukową.

## Morfologia
Owocnik
Grzyb poliporoidalny. Owocnik jednoroczny, rozpostarty. Powierzchnia hymenialna jasnoróżowobrązowa, często plamkowana, po zgnieceniu zmienia kolor na jasnoczerwony. Brzeg białawy do jasnożółtego, zwykle o szerokości mniejszej niż 1 mm, owłosiony. Pory regularne, okrągłe, 3–5 na mm, warstwa rurek o grubości do 3 mm, tej samej barwy co kontekst. Kontekst o grubości mniejszej niż 0,5 mm, jasnożółty.
Cechy mikroskopowe
System strzępkowy dimityczny. Strzępki generatywne niepozorne, cienkościenne, szkliste, o średnicy 2–3 µm, ze sprzążkami. Strzępki szkieletowe widoczne, grubościenne, ale z dość szerokim światłem, bezprzegrodowe, o średnicy 2–4 µm. W hymenium brak cystyd i innych sterylnych elementów, na strzępkach kołki strzępkowe. Podstawki 5–7,5 × 10–15 µm, przedzielone krzyżowo, w stanie niedojrzałym szeroko maczugowate, 4-zarodnikowe, ze sprzążką bazalną. Epibazydia w stanie dojrzałym o długości do 12 µm. Bazydiospory alantoidalne, bezbarwne, gładkie, nieamyloidalne, 5,5–7 × 2–2,5 µm.
Gatunki podobne
Charakterystyczną cechą są septowane podstawki, które odróżniają ten gatunek od innych, podobnych makroskopowo grzybów poliporoidalnych. Strzępki generatywne są często trudne do zaobserwowania, a strzępki szkieletowe o jedynie nieznacznie grubych ścianach mogą być początkowo uważane za strzępki generatywne, jeśli nie zaobserwuje się na nich braku przegród. Istotne jest zaobserwowanie typowych dla Auriculariodae krzyżowych podstawek, które ten gatunek odróżniają od gatunków z rodzaju Antrodia lub Diplomitoporus.

## Występowanie i siedlisko
Występuje na całym świecie, podano jego stanowiska nawet w Antarktyce. W Polsce podano wiele stanowisk.
Nadrzewny saprotrof. Występuje na martwym drewnie drzew liściastych, ale także na owocnikach hubiaka pospolitego. Owocniki zwykle od sierpnia do października. Rzadko znajdywany na drzewach iglastych (jodła) i owocnikach hub z rodzajów Polyporus (żagiew) i Inonotus (błyskoporek). Powoduje białą zgniliznę drewna.